# Редкодубовский сельский совет (Харьковская область)
Редкодубовский сельский совет — входит в состав Купянского района Харьковской области Украины.
Административный центр сельского совета находится в селе Редкодуб.

## История
- 1945 — дата образования.

## Населённые пункты совета
- село Редкодуб
- село Васильцовка
- село Водяное
- село Плескачовка
- село Путниково

### Ликвидированные населённые пункты
- село Березовое